# Pendleton (Indiana)
Pendleton ist eine Town in Madison County, Indiana, Vereinigte Staaten etwa 25 km nordöstlich von Indianapolis mit etwa 3800 Einwohnern (Stand 2005).
In Pendleton sind die weiterführenden Schulen des südlichen Madison County beheimatet, die Pendleton Heights High School als größte wird von etwa 1000 Schülern besucht.

## Geschichte
Die ersten europäisch-stämmigen Siedler kamen 1818 nach Pendleton; 1823 wurde die Verwaltung der neu gegründeten Madison County hier angesiedelt; um diese entstand die Ortschaft. 1830 wurde die Ortschaft in Pendleton umbenannt.
Vorher wurden in den 1820er Jahren durch das Gericht des Madison County in Pendleton erstmals Weiße Amerikaner für den Mord an Indianern nach einem Todesurteil gehängt. Ende des 19. Jahrhunderts wurde der Verwaltungssitz des Countys nach Anderson verlegt.